# Leopolis Triplex
Тройно́й Львов (лат. Leopolis Triplex) — первая в истории Львова хроника города, написанная историком и поэтом Бартоломеем Зиморовичем в середине XVII века.

## Коротко о содержании
Хроника написана латынью в чрезвычайно изысканном стиле, который временами существенно затрудняет понимание сути текстов. Сам Б. Зиморович в первых строках своей работы сообщал, что не имеет целью соревноваться с поэтами и риториками в описании города, который «в целом королевстве Польском провозглашён украшением и защитой земель русских». Он хотел «факелом историческим прибавить ему (городу) блеск», хотя этот факел «только любовь к отчизне более сильная за все основания». И далее автор заявляет, что может уступить другим в красноречии, но не точностью фактов, так как хочет пересказать потомкам правду исторических событий.
Хроника состоит из трёх частей, откуда и походит название — «Тройной Львов».
Первая часть — «Львов русский» охватывает событию княжеских пор от основания Львова до смерти князя Льва Даниловича. В частности речь идёт о народах, которые населяли Львов, развитие города и замков, а также об истории православной иконы Девы Марии, охранительницы Львова, которая сохраняется в Ченстохове.
Вторая часть — «Львов немецкий» посвящена становлению Львова, как города европейского: сожжение королём Казимиром старого княжеского Львова, построение нового города, политика короля относительно русинского населения, появление тевтонов-наёмников и период господства немецких порядков, появление в городе доминиканцев и францисканцев, а также польско-литовские войны за земли Червоной Руси.
Третья часть — «Львов польский» рассказывает о Львове в составе Польского королевства, ассимиляция немцев поляками, расширение влияния местных бояр и шляхты. Эта часть содержит много описаний важных событий из жизни города: пожаров, строительство храмов, комета над Львовом, персоналии из числа шляхты и духовенства.
В своих описаниях Бартоломей Зиморович чрезвычайно нетолерантен к иноверцам (русинам, евреям, татарам и армянам), в текстах встречаются очень резкие эпитеты в адрес этих народов и относительно их образа жизни и обычаев. Несмотря на субъективное отношение автора к иноверцам, он добросовестно описывает исторические события.

## Значение работы
«Тройной Львов» — первый и единственный памятник историографии Львова в XVII веке на Украине и в Польше. Ни один польский или украинский город не имеет такого раннего описания исторических событий, который базируется на архивных источниках.
Б. Зиморович в силу своего положения в Львове (писарь, а со временем советник и бургомистр) имел доступ к историческим документам, которые он исследовал и положил в основу своей работы, большинство из этих документов не сохранилось. К работе над работой Зиморович приступил, вероятно, в 1630-х годах, о чём он сообщает в религиозном панегирике «Advocatus mundi» в 1642 году.

## Публикации хроники
Хроника «Тройной Львов» не была опубликована при жизни Б. Зиморовича. Свыше 150 лет о существовании книги знали немногочисленные исследователи и архивариусы, которые сохраняли рукописи и делали с них копии для упражнения в латыни. Одна из таких копий сохранялась в монастыре Святого Онуфрия. С этой копии был сделан первый перевод хроники на польский язык. Подготовил и издал перевод за свой счёт учитель Мартин Пивоцкий (Marcin Piwocki). Учитывая сложность перевода переводчик-любитель пригласил к сотрудничеству учёного монаха из того же монастыря Б. Компаневича. Наконец через 162 года после написания хроника была издана во Львове в 1835 году. Первое издание не пользовалось большой популярностью, а качество перевода неоднократно подвергалось критике.
Оригинальный латинский текст «Leopolis Triplex» был опубликован лишь в 1899 году. Подготовку к печати осуществил исследователь жизни и творчества Зиморовича Корнелий Юлиус Гек (Korneli Juliusz Heck), который тщательно изучил все шесть доступных вариантов рукописей хроники. Это было профессиональное историческое издание с тщательным анализом и комментарием историков. Издание было иллюстрировано рисунком неизвестного художника, портретом Зиморовича.
В 2002 году «Тройной Львов» было впервые издан на украинском языке в переводе Натальи Царёвой.